# Tiếng Kankana-ey
Tiếng Kankana-ey (cũng được viết là Kankanaey) là một ngôn ngữ Trung-Nam Cordillera thuộc ngữ hệ Nam Đảo chủ yếu được nói bởi người Kankana-ey tại đảo Luzon (Philippines). Ngôn ngữ này còn có các tên khác như Kankanaey, Kankanai, và Kankanay. Nó được sử dụng rộng rãi tại Mountain Province và bắc tỉnh Benguet. Tiếng Kankana-ey có thể thông hiểu lẫn nhau với tiếng Ilocano ở mức độ thấp.